# ممبینی
 مُمبِینی طایفه وابسته به جانکی گرمسیر از شاخه چهارلنگ بختیاری است ، که در ساختار اجتماعی مردم بختیاری زیرمجموعه‌ای از باب کیان ارثی محسوب می‌شود.
ممبینی‌ها به دلایل مختلف در خوزستان، به خواستهٔ برخی طوایف چهارلنگ بختیاری به این مناطق کوچ کردند و جزئی از مردم بختیاری شدند و در منطقه‌ای به نام هپرو و سپس در میداوود و کلگه سکونت یافتند.
ممبینی ها ریشه در ممبی کهگیلویه دارند ولی بنا به دلایلی از آن مناطق کوچ کرده و وارد سرزمین بختیاری شدند و امروزه جزئی از ایل بزرگ بختیاری می باشند.

## تقسیمات
ممبینی دارای ۲۴ دهه است که عبارتند از: 
- نوری ممبینی
- بهزادی
- داودی
- پتکی
- شاه امیری
- رحمانی
- ملاعیوض
- مسیحی
- اولاد
- دودانگه
- تیغنی
- صالحی
- محمد کاظمی
- ملازکی
- کربلایی محمدرضایی
- دم ابی
- عبداله و عبدل
- گرزی
- گودرزی
- پیرمرادی
- روچکی
- علی زاده
- گرمسیری
- ابراهیم حمزه

## افراد معروف
هدایت ممبینی دبیر کل فدارسیون فوتبال 
عبدالله ممبینی رئیس سازمان مهاجرت
رحیم ممبینی معاون کل سازمان برنامه و بودجه

## جغرافیا
استان چهارمحال و بختیاری: در شهرستان هاي لردگان و خانمیرزا
استان خوزستان: شهرستان‌های ایذه، باغ‌ملک، رامهرمز، هفتکل